# Dead FM
Dead FM is het derde studioalbum van de Amerikaanse punkband Strike Anywhere. Het album gaat zowel over politieke als persoonlijke onderwerpen en is opgenomen in 2006, waarna het op 1 september dat jaar door Fat Wreck Chords werd uitgegeven. Daarmee is het album het enige studioalbum dat de band via dit label heeft laten uitgeven.

## Nummers
1. "Sedition" - 2:00
2. "How to Pray" - 2:25
3. "Prisoner Echoes" - 2:37
4. "Instinct" - 2:42
5. "The Promise" - 2:06
6. "Speak to Our Empty Pockets" - 2:28
7. "Two Thousand Voices" - 1:55
8. "Hollywood Cemetery" - 1:41
9. "Allies" - 1:45
10. "Gunpowder" - 1:59
11. "Dead Hours" - 2:27
12. "Iron Trees" - 2:05
13. "House Arrest" - 1:55
14. "Ballad of Bloody Run" - 3:00
15. "You Are Not Collateral Damage" (iTunes-bonustrack) - 2:35

## Band
- Thomas Barnett - zang
- Matt Smith - gitaar, zang
- Garth Petrie - basgitaar
- Eric Kane - drums
- Matt sherwood - gitaar, zang